# リリー＝ローズ・デップ
リリー＝ローズ・メロディ・デップ（Lily-Rose Melody Depp, 1999年5月27日 - ）は、フランス系アメリカ人のモデル、女優。

## 生い立ち
パリ・アメリカン・ホスピタルの、ヌイイ＝シュル＝セーヌ、フランスで、アメリカ人俳優のジョニー・デップとフランス人女優で歌手のヴァネッサ・パラディとの間に生まれる。名付け親はマリリン・マンソンである。2012年に両親は破局するが、リリー＝ローズの親権は両者が共有することとなった。
弟が1人いる。また、フランス人女優のアリソン・パラディは叔母に当たる。デップはフランス語が堪能である。

## キャリア

### モデル業
2015年4月、オーストラリアの雑誌『オイスター』に写真を撮られ、『E!ニュース』に報じられた
2015年7月、デップはシャネルのモデルとしてデビューした。彼女はアイルランドのラッパーであるレジー・スノウと共に彼のビデオ『All Around the World』に出演した。
2015年8月、デップはLGBT支援のセルフ・エヴィデント・トゥルース・プロジェクトに参加し、「LGBTQアイデンティティ・スペクトラムと感じる1万のアメリカ人」のうちの1人としてモデルを務めた。
2016年、シャネルN°5ロー (N°5 L'Eau de Chanel) のイメージモデルである「ミューズ」に起用される。

### 女優業
2014年、友人ハーレイ・クイン・スミスの父であるケヴィン・スミスが監督した映画『Mr.タスク』で女優デビューする。スミスは後に『Mr.--タスク』のデップとクイン・スミスにキャラクターに焦点を当てたスピンオフ『コンビニ・ウォーズ バイトJK VS ミニナチ軍団』を監督、彼女の初主演映画となった。2015年6月、スミスは引き続いて『Moose Jaws』でもデップが同一キャラクター役で出演することを明かした。
2015年、レベッカ・ズロトヴスキ監督の映画『プラネタリウム』の撮影が始まった、また同年、ステファニー・ディ・グストの監督デビュー作『ザ・ダンサー』にイザドラ・ダンカン役でキャスティングされた。同作品で母が受賞した経験のあるセザール賞およびリュミエール賞の有望若手女優賞にそれぞれノミネートされた。

## 私生活
誕生以来、デップは誕生日、社会的イベントへの参加、ファッションなどがタブロイド紙やメディアの報道対象となっている。
2015年8月、デップはアイオ・ティレット・ライトのセルフ・エヴィデント・トゥルース・プロジェクトに参加し、自身がLGBTQアイデンティティ・スペクトラムにあることを明かした。
2020年4月、俳優ティモシー・シャラメとの破局が報じられた。
2023年5月、ラッパー070 Shakeとの交際を自身のInstagramで公表した。

## フィルモグラフィ

### 映画
| 年   | 題名                                                    | 役名               | 備考                                 | 吹き替え                 |
| ---- | ------------------------------------------------------- | ------------------ | ------------------------------------ | ------------------------ |
| 2014 | Mr.タスク Tusk                                          | コンビニ店員No. 2  | リリー＝ローズ・メロディ・デップ名義 | 相沢梨紗（でんぱ組.inc） |
| 2016 | コンビニ・ウォーズ バイトJK VS ミニナチ軍団 Yoga Hosers | コリーン・コレット |                                      | 朝井彩加                 |
| 2016 | ザ・ダンサー La Danseuse                                | イザドラ・ダンカン | （吹き替え版なし）                   |                          |
| 2016 | プラネタリウム Planetarium                              | ケイト・バーロウ   | 武藤志織                             |                          |
| 2018 | 獣たち Les fauves                                       | ローラ             |                                      |                          |
| 2018 | パリの恋人たち L'Homme fidèle                           | エヴ               | （吹き替え版なし）                   |                          |
| 2021 | クライシス Crisis                                       | エミー・ケリー     | 日本劇場未公開                       | TBA                      |
| 2021 | ヴォイジャー Voyagers                                   | セラ               |                                      | 大地葉                   |
| 2021 | サイレント・ナイト Silent Night                         | ソフィー           | 水瀬いのり                           |                          |
| 2024 | ノスフェラトゥ Nosferatu                                | エレン・ハッター   | 朝井彩加                             |                          |
| TBA  | Wolf                                                    | Cecile (Wildcat)   |                                      |                          |
| TBA  | Outer Dark                                              | TBA                |                                      |                          |

#### WEB配信映画
| 年   | 題名            | 役名                       | 配信局  | 吹替   |
| ---- | --------------- | -------------------------- | ------- | ------ |
| 2019 | キング The King | キャサリン・オブ・ヴァロワ | Netflix | 近藤唯 |

### 短編映画
| 年   | 題名            | 役名   |
| ---- | --------------- | ------ |
| 2019 | My Last Lullaby | パロマ |

### テレビ
| 年   | 日本語題 原題                  | 役名       | 備考 | 吹き替え   |
| ---- | ------------------------------ | ---------- | ---- | ---------- |
| 2023 | THE IDOL/ジ・アイドル The Idol | ジョスリン | 主演 | 玉城ティナ |

## ディスコグラフィ
| 年   | アルバム | 楽曲                      | 演奏時間 | Ref.   |
| ---- | -------- | ------------------------- | -------- | ------ |
| 2000 | Bliss    | "La Ballade de Lily Rose" | 2:31     | [ 26 ] |
| 2000 | Bliss    | "Firmaman"                | 4:40     | [ 26 ] |
| 2000 | Bliss    | "Bliss"                   | 4:17     | [ 26 ] |